# Trichocylliba umbocauda
Trichocylliba umbocauda es una especie de arácnido del orden Mesostigmata de la familia Uropodidae.

## Distribución geográfica
Se encuentra en Costa Rica.